# 조너선 파펠본
조나단 파벨본(Jonathan Robert Papelbon, 1980년 11월 23일 ~ )은 미국 프로 야구 워싱턴 내셔널스의 선수였다.

## 출신 학교
- 미시시피주립대학교 (Mississippi State College)

## 수상 경력
- 2007년 올해의 구원투수상